# Гоголь. Вий
«Го́голь. Вий» — российский фильм в жанре детектив режиссёра Егора Баранова по мотивам произведений Н. В. Гоголя. Продолжение фильма «Гоголь. Начало». Главные роли сыграли Александр Петров, Евгений Стычкин и Ян Цапник. Премьера фильма в России состоялась 5 апреля 2018 года.
Слоган фильма: «Не выходи из круга».
«Гоголь. Вий» — второй из трёх фильмов киносериала «Гоголь», первого сериала России, который было решено выпустить в кинопрокат.

## Сюжет
После событий первого фильма в вещах Якова Петровича Гуро Николай Гоголь находит дело: секретную справку на самого себя с припиской: «Тайна рождения — Тёмный?» 5 братьев Гоголя умерли при родах или вскоре после рождения; в дальнейшем в видениях Николая и воспоминаниях Якима (не решающегося раскрыть барину правду) Василий Гоголь-Яновский от отчаяния принимает предложение незнакомца с повязкой на лице вокруг носа. Незнакомец обещает, что младенец выживет, но платой за это будет соглашение с некими силами; Василий отвечает, что готов на что угодно, лишь бы больше не хоронить своих детей. Когда Николай рождается, незнакомец оживляет мертворождённого младенца.

### Глава третья. Заколдованное место
Утром в Диканьку прибывает колдун-басурманин Басаврюк: местные его знают и боятся, потому что у него слава охотника за душами христиан. Однако оснований для его ареста нет, и священник предупреждает Гоголя держаться от него подальше.
Когда в Диканьке исчезает очередная девушка (Дарина) и её поиски ни к чему не приводят, Гоголь замечает в записках Гуро список дат — церковных праздников и каждому празднику соответствует одна жертва Тёмного Всадника. В попытках обнаружить Дарину Гоголь пытается научиться контролировать свой дар и видит красный цветок в «логове зверя». Не зная, как трактовать видение, он наконец принимает помощь влюблённой в него русалки Оксаны; её условие — Николай должен принадлежать ей. Цветок оказывается кровоцветом, цветущим раз в году там, где спрятано золото. Сорвать его и заполучить клад может только невинная душа, если она прольёт кровь другого невинного.
«Логовом зверя» оказывается Медвежий овраг, который местные обходят стороной, считая, что это проклятая земля. В видениях Николай предвидит, что там и произойдёт убийство, и незнакомая девушка задаёт ему вопрос: «Может, ты мой суженый?» Взяв ружьё, Гоголь ночью отправляется туда, но вместо Всадника Дарину туда приводит колдун. Он предлагает жениху младшей сестры Дарины пролить кровь, чтобы тот получил золото (и разбогател, чтобы жениться), а колдун заберёт его душу. Когда тот соглашается, Николай, не сумев отговорить казака, убивает его из ружья, а колдун исчезает. Раненую Дарину с трудом спасает доктор-патологоанатом Леопольд Бомгарт: хотя он зарёкся не оперировать живых после того, как он в прошлом не сумел спасти ребёнка, врач находит в себе смелости попытаться вновь, и ему это удаётся.
Однако предотвратить убийство новой жертвы Тёмного Всадника не удаётся: ей оказывается вторая девушка из видений. Гоголю, Бомгарту, Якиму, кузнецу Вакуле и следователю Бинху ничего не остаётся, кроме как ждать следующего праздника.

### Глава четвёртая. Вий
На новый праздник Гоголь убеждает Бинха призвать жителей Диканьки не выходить ночью из домов. Хотя ночь проходит без жертв, наутро 7 домов оказываются помечены кровавым знаком Всадника. Что необычно, им помечен ещё и дом Данишевских, хотя раньше Тёмный Всадник никогда не притрагивался к дворянам и убивал только крестьян. Не видя других вариантов, Николай предлагает спрятать всех девушек из помеченных домов в тайном месте под охраной казаков. Это предложение не находит поддержки у Бинха, так как тот начинает подозревать Гоголя в связях с убийцей. Граф Алексей Данишевский в грубой форме тоже отказывается от предложения Гоголя увезти его жену Лизу в безопасное место.
Благодаря Василине, маленькой дочери кузнеца Вакулы, Гоголь догадывается, что кровавые знаки на домах поставила ведьма Ульяна из села (знаки нарисованы пёсьей кровью, а в её доме девочка увидела истекающую кровью мёртвую собаку и летающие галушки в сметане). Однако допросить ведьму не удаётся: её закалывает осиновым колом неизвестный, сбегая при появлении Николая. Очнувшись на месте убийства, Гоголь попадает под подозрение Бинха (никто, кроме него, не видел убийцу). На полу Гоголь находит оброненный неизвестным листок с написанным на латыни непонятным заклинанием, а кисть руки ведьмы оказывается прибитой к полу серебряным гвоздём.
Патологоанатом Бомгарт проводит в сарае вскрытие тела ведьмы, затем напивается горилки и засыпает. Ведьма оживает и пытается напасть на сонного доктора, но ворвавшиеся в сарай Бинх, Тесак и Гоголь вновь её убивают. Изучив улики и оружие незнакомца (русалка Оксана, едва увидев его, в ужасе прячется и говорит, что это осина со Святой земли, заговорённая против нечистой силы), Николай приходит к выводу, что убийца намеревался совершить обряд над телом, но не успел завершить его, а значит, попытается закончить его позже. Убийцу и правда ловят в засаде в сарае, где лежит тело ведьмы; им оказывается странствующий экзорцист Хома Брут. Он несколько лет преследовал ведьму Ульяну и прибыл в Диканьку, чтобы убить и использовать её тело как приманку для нового сражения с демоном Вием. Убедившись, что Гоголь не убийца, Бинх даёт добро на то, чтобы спрятать девушек на заброшенном хуторе.
Хома берёт Гоголя в заложники и, вырвавшись из заточения, просит помочь ему одолеть Вия. Запершись в церкви с телом ведьмы и начертив святой круг, Хома Брут с Гоголем дожидаются прибытия Вия, но Хома, начав читать заклинание, погибает от укуса ожившей ведьмы Ульяны. Появившийся демон просит у собравшейся в церкви нечисти поднять ему веки. Гоголь сам судорожно дочитывает заклинание, отчего Вий исчезает, но и сам Николай падает замертво.
В это же время Тёмный Всадник находит тайное место (заброшенный хутор) и убивает всех спрятавшихся внутри сарая девушек и охранявших их казаков. Прибыв на место, Бинх и Вакула заключают, что это был коварный план — собрать всех девушек в одном месте и тем самым помочь Всаднику быстро с ними расправиться. Кто-то раскрыл убийце местоположение убежища, о котором знали только пятеро: сам Бинх, его помощник писарь Тесак, Гоголь и супруги Данишевские. Первым делом Бинх решает арестовать и допросить Гоголя, но находит его в церкви без признаков жизни.
Завершает фильм нарезка сцен из следующего фильма киносериала «Гоголь» — «Страшной мести»: возвращение Якова Петровича Гуро, похороны Гоголя и битва с Тёмным Всадником.

## В ролях
| Актёр              | Роль                                                       |
| ------------------ | ---------------------------------------------------------- |
| Александр Петров   | Николай Васильевич Гоголь                                  |
| Евгений Стычкин    | глава полицейского управления Александр Христофорович Бинх |
| Артём Сучков       | писарь Тесак                                               |
| Таисия Вилкова     | Елизавета (Лиза) Данишевская                               |
| Юлия Франц         | дочь мельника Оксана                                       |
| Ян Цапник          | доктор-патологоанатом Леопольд Леопольдович Бомгарт        |
| Евгений Сытый      | слуга Гоголя Яким Нимченко                                 |
| Сергей Бадюк       | кузнец Вакула                                              |
| Артём Ткаченко     | Алексей Данишевский                                        |
| Марта Тимофеева    | дочь кузнеца Вакулы Василина                               |
| Кирилл Полухин     | колдун-басурманин Басаврюк                                 |
| Алексей Вертков    | Хома Брут                                                  |
| Дмитрий Голованов  | нечисть в маске медведя                                    |
| Ксения Разина      | Ульяна                                                     |
| Светлана Киреева   | Христина                                                   |
| Валерий Рыбин      | Тёмный Всадник                                             |
| Юлия Марченко      | мать Гоголя Мария Гоголь-Яновская                          |
| Андрей Астраханцев | отец Гоголя Василий Гоголь-Яновский                        |
| Анвар Либабов      | безносый                                                   |
| Надежда Шумилова   | Повитуха                                                   |

## Музыка
| №   | Название                                           | Автор(ы)   | Длительность |
| --- | -------------------------------------------------- | ---------- | ------------ |
| 1.  | «Сундук Гуро»                                      | Ryan Otter | 1:33         |
| 2.  | «Экзорцист! Ты!»                                   | Ryan Otter | 2:20         |
| 3.  | «Да выживет каждый из нас, несмотря ни на что...»  | Ryan Otter | 1:32         |
| 4.  | «Тайна рождения»                                   | Ryan Otter | 1:36         |
| 5.  | «Будь здорова, ведьма!»                            | Ryan Otter | 2:38         |
| 6.  | «Логово зверя»                                     | Ryan Otter | 3:15         |
| 7.  | «А этот ваш призрак очень красивая...»             | Ryan Otter | 2:36         |
| 8.  | «Кому жить, а кому умирать не вам решать, а Богу!» | Ryan Otter | 2:09         |
| 9.  | «Кол прямо в сердце... Бедная...»                  | Ryan Otter | 1:07         |
| 10. | «Що ж це робиться»                                 | Ryan Otter | 1:47         |
| 11. | «Позовите мне Вия!»                                | Ryan Otter | 2:41         |
| 12. | «Лети»                                             | Лобода     | 3:04         |

## Критика
Фильм получил средние оценки российских кинокритиков. Обозреватель «Российской газеты» Сусанна Альперина отметила, что жанр хоррора и мистики российскими производителями сериалов освоен, и без иронии можно говорить, что российский кинематограф (в определении автора статьи — «мы») достиг возможности создавать своё.

## Награды
- В 2019 году фильм «Гоголь. Вий» разделил с фильмом «Гоголь. Страшная месть» 2 премии «Золотой орёл» в номинациях «Лучшая работа художника-постановщика» (Елена Жукова) и «Лучшая работа художника по костюмам» (Виктория Игумнова)[6].